# Assam University
Die Assam University (assamesisch অসম বিশ্ববিদ্যালয়) wurde mit einem 1989 verabschiedeten Gesetz gegründet, welches 1994 umgesetzt wurde. Der Campus liegt in Dargakona im indischen Bundesstaat Assam, ca. 20 km von Silchar entfernt. Die Gebäude gehörten zuvor zur regionalen Ingenieursschule von Silchar. Seit 2007 gibt es auch einen kleineren Campus in Diphu.
Die Universität hat acht Fakultäten (Schools) mit jeweils darunter aufgelisteten Departments:
- Social Sciences
  - Department of Economics
  - Department of History
  - Department of Law
  - Department of Political Science
  - Department of Social Work
  - Department of Sociology
- School of Technology
  - Department of Agricultural Engineering
  - Department of Information Technology
- Humanities
  - Department of Education
  - Department of Fine Arts
  - Department of Philosophy
- Languages
  - Department of Arabic
  - Department of Bengali
  - Department of English
  - Department of Foreign Languages
  - Department of Hindi
  - Department of Linguistics
  - Department of Manipuri
  - Department of Sanskrit
- Life Sciences
  - Department of Biotechnology
  - Department of Life Science
- Physical Sciences
  - Department of Chemistry
  - Department of Computer Science
  - Department of Mathematics
  - Department of Physics
- Environmental Sciences
  - Department of Ecology and Environmental Science
- Information Sciences
  - Department of Mass Communication
- Management Studies
  - Department of Business Administration
  - Department of Commerce